# Championnat de Bosnie-Herzégovine de football 2002-2003
Navigation
Saison précédente Saison suivante
La saison 2002-2003 du Championnat de Bosnie-Herzégovine de football était la 11e édition du championnat national de première division mais c'est la toute première saison où les clubs serbes, bosniaques et croates disputent la compétition au sein d'une seule et même poule. Les vingt clubs affrontent leurs adversaires deux fois, une fois à domicile et une fois à l'extérieur. En fin de saison, les 6 derniers du classement sont relégués en 2e division régionale et sont remplacés par le meilleur club de chaque groupe de D2.
C'est un club issu de Republika Srpska, le FK Leotar Trebinje, qui remporte le titre cette saison en terminant en tête du championnat, devançant le double tenant du titre, le FK Željezničar Sarajevo de 3 points. Le 3e au classement, le FK Sarajevo, compte 16 points de retard sur le nouveau champion. C'est le tout premier titre de champion de Bosnie-Herzégovine du FK Leotar.

## Les 20 clubs participants
| - FK Željezničar Sarajevo - NK Brotnjo - FK Sarajevo - NK Celik Zenica - FK Velez Mostar - NK Jedinstvo Bihać - NK Široki Brijeg - NK Posusje - FK Sloboda Tuzla - HNK Orasje - HSK Zrinjski Mostar | - NK Bosna Visoko - FK Budućnost Banovići - Promu de Prva Liga - NK Zepce - Promu de Prva Liga Clubs de Republika Srpska : - FK Leotar Trebinje - FK Kozara Gradiska - FK Borac Banja Luka - FK Glasinac Sokolac - FK Mladost Gacko - FK Rudar Ugljevik |

## Compétition

### Classement
Le barème utilisé pour établir le classement est le suivant :
- Victoire : 3 points
- Match nul : 1 point
- Défaite : 0 point

| Rang | Équipe                    | Pts | J  | G  | N  | P  | Bp | Bc  | Diff |
| ---- | ------------------------- | --- | -- | -- | -- | -- | -- | --- | ---- |
| 1    | FK Leotar Trebinje        | 85  | 38 | 26 | 7  | 5  | 82 | 27  | +55  |
| 2    | FK Željezničar Sarajevo C | 82  | 38 | 24 | 10 | 4  | 66 | 24  | +42  |
| 3    | FK Sarajevo               | 69  | 38 | 19 | 12 | 7  | 83 | 39  | +44  |
| 4    | NK Široki Brijeg          | 68  | 38 | 21 | 5  | 12 | 69 | 45  | +24  |
| 5    | NK Celik Zenica           | 58  | 38 | 16 | 10 | 12 | 61 | 33  | +28  |
| 6    | FK Sloboda Tuzla          | 54  | 38 | 16 | 6  | 16 | 51 | 38  | +13  |
| 7    | FK Borac Banja Luka       | 54  | 38 | 16 | 6  | 16 | 50 | 49  | +1   |
| 8    | HNK Orasje                | 54  | 38 | 15 | 9  | 14 | 50 | 57  | -7   |
| 9    | NK Posusje                | 54  | 38 | 16 | 6  | 16 | 42 | 55  | -13  |
| 10   | NK Žepče                  | 53  | 38 | 14 | 11 | 13 | 49 | 50  | -1   |
| 11   | HSK Zrinjski Mostar       | 53  | 38 | 17 | 2  | 19 | 46 | 65  | -19  |
| 12   | FK Rudar Ugljevik         | 52  | 38 | 16 | 4  | 18 | 61 | 57  | +4   |
| 13   | NK Brotnjo                | 52  | 38 | 15 | 7  | 16 | 47 | 55  | -8   |
| 14   | FK Glasinac Sokolac       | 52  | 38 | 16 | 4  | 18 | 37 | 54  | -17  |
| 15   | FK Kozara Gradiska        | 51  | 38 | 15 | 6  | 17 | 55 | 62  | -7   |
| 16   | NK Jedinstvo Bihać        | 50  | 38 | 15 | 5  | 18 | 59 | 63  | -4   |
| 17   | FK Velez Mostar           | 45  | 38 | 14 | 3  | 21 | 47 | 59  | -12  |
| 18   | FK Mladost Gacko          | 39  | 38 | 11 | 6  | 21 | 40 | 65  | -25  |
| 19   | FK Budućnost Banovići     | 38  | 38 | 10 | 8  | 20 | 48 | 67  | -19  |
| 20   | NK Bosna Visoko           | 13  | 38 | 4  | 1  | 33 | 28 | 107 | -79  |

|  | Qualification pour la Ligue des clubs champions 2003-2004                                          |
|  | Qualification pour la Coupe UEFA 2003-2004                                                         |
|  | Qualification pour la Coupe Intertoto 2003                                                         |
|  | Relégation en Prva Liga                                                                            |
|  | T : Tenant du titre C : Vainqueur de la Coupe de Bosnie-Herzégovine P : Promu de deuxième division |

## Bilan de la saison
| Championnat de Bosnie-Herzégovine de football 2002-2003         | |
| Champion                                                        | FK Leotar Trebinje (1er titre)                                                                         |
| Coupes et trophées                                              | |
| Vainqueur de la Coupe de Bosnie-Herzégovine 2002-2003           | FK Željezničar Sarajevo                                                                                |
| Qualifications continentales                                    | |
| Ligue des clubs champions 2003-2004 (1er tour de qualification) | FK Leotar Trebinje                                                                                     |
| Coupe UEFA 2003-2004                                            | FK Sarajevo                                                                                            |
| Coupe UEFA 2003-2004                                            | FK Željezničar Sarajevo                                                                                |
| Coupe Intertoto 2003                                            | FK Sloboda Tuzla                                                                                       |
| Promotions et relégations                                       | |
| Promus en Premier League                                        | NK Travnik (Fédération de Bosnie-Herzégovine)                                                          |
| Promus en Premier League                                        | FK Modrica (Fédération de Republica Srpska)                                                            |
| Relégués en Prva Liga                                           | FK Kozara Gradiska NK Jedinstvo FK Velez Mostar FK Mladost Gacko FK Buducnost Banovici NK Bosna Visoko |